# London Streets

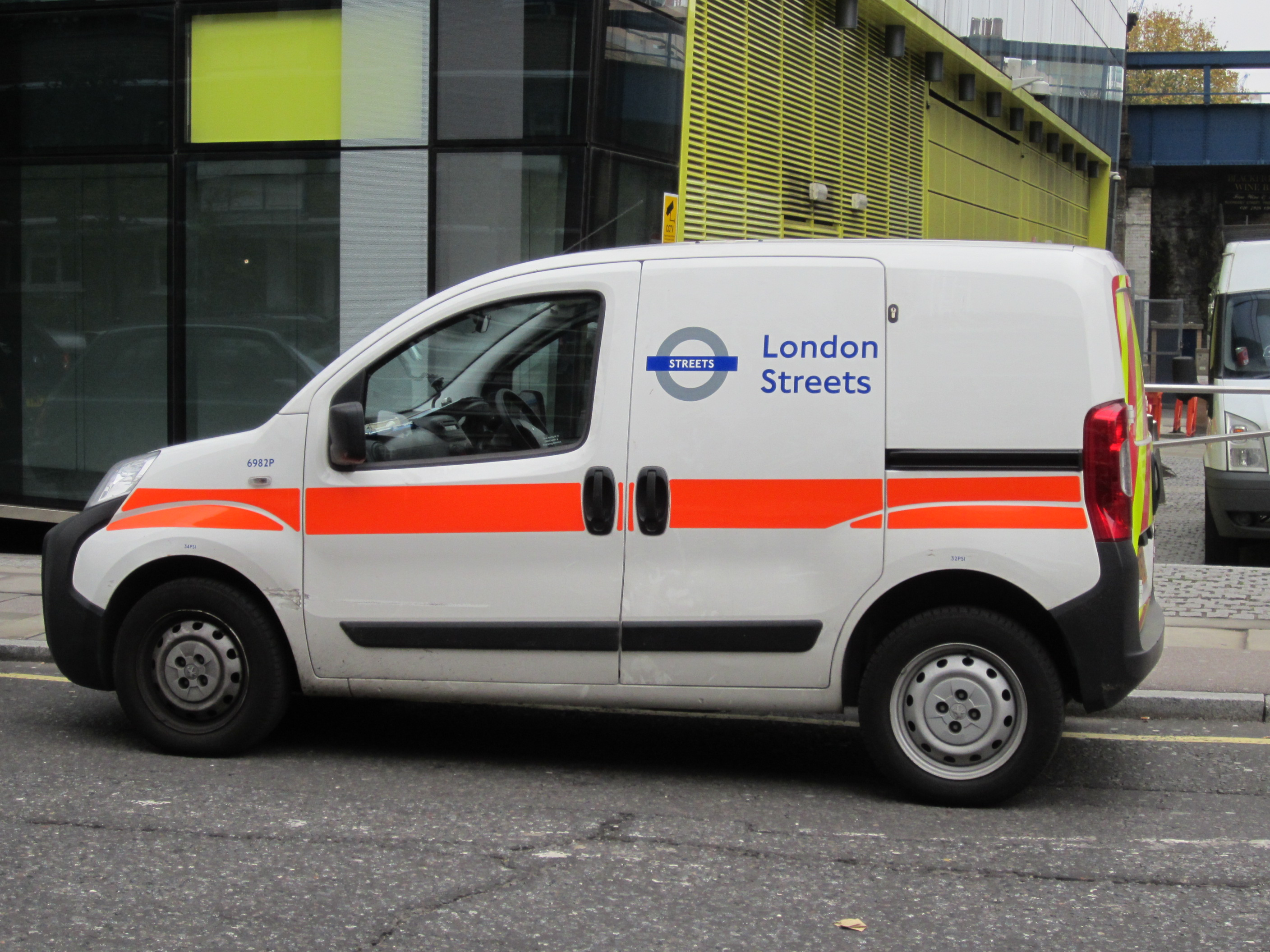
Bestelwagen van London Streets, met het logo van de organisatie

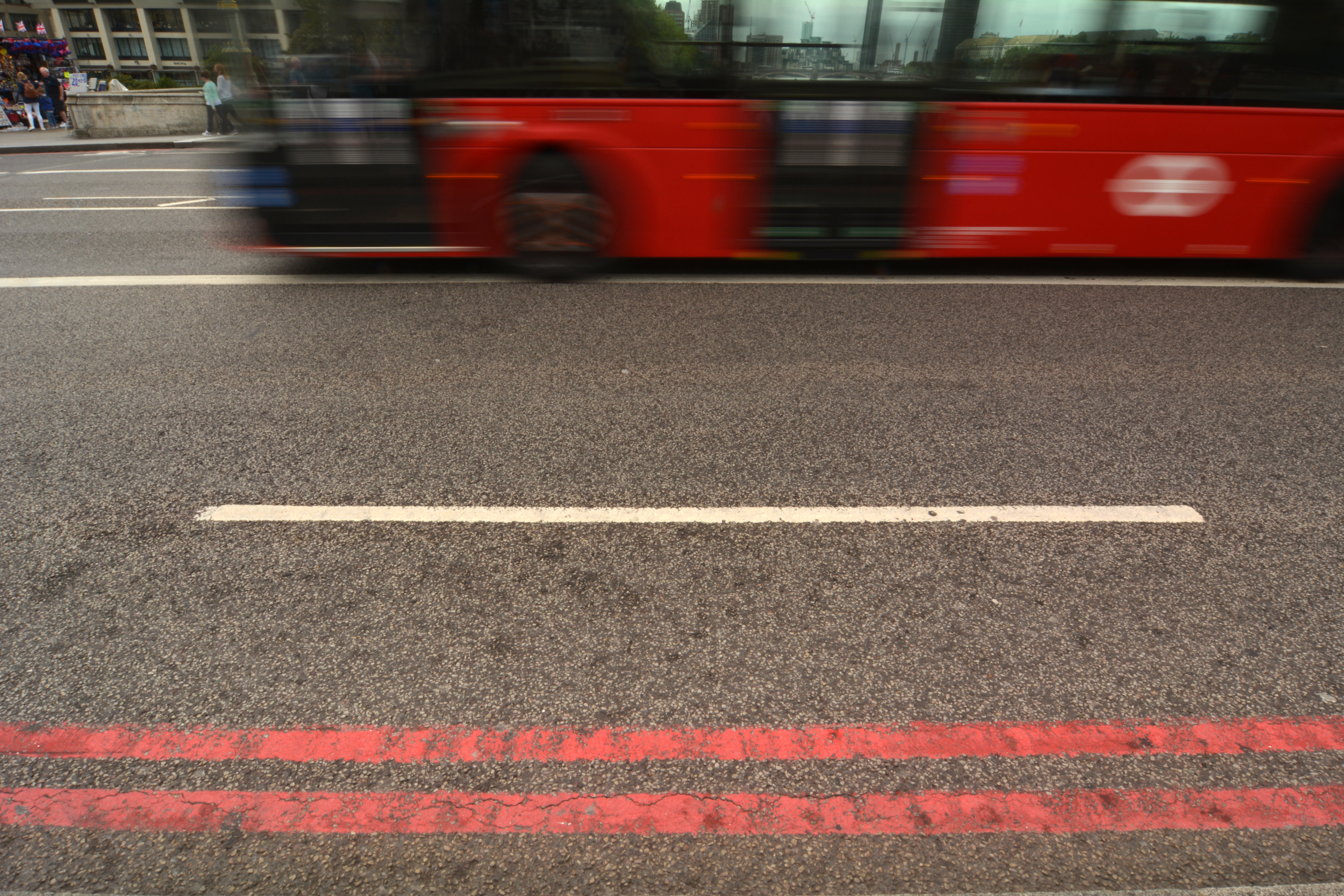
Aanduiding van een Red Route op Westminster Bridge

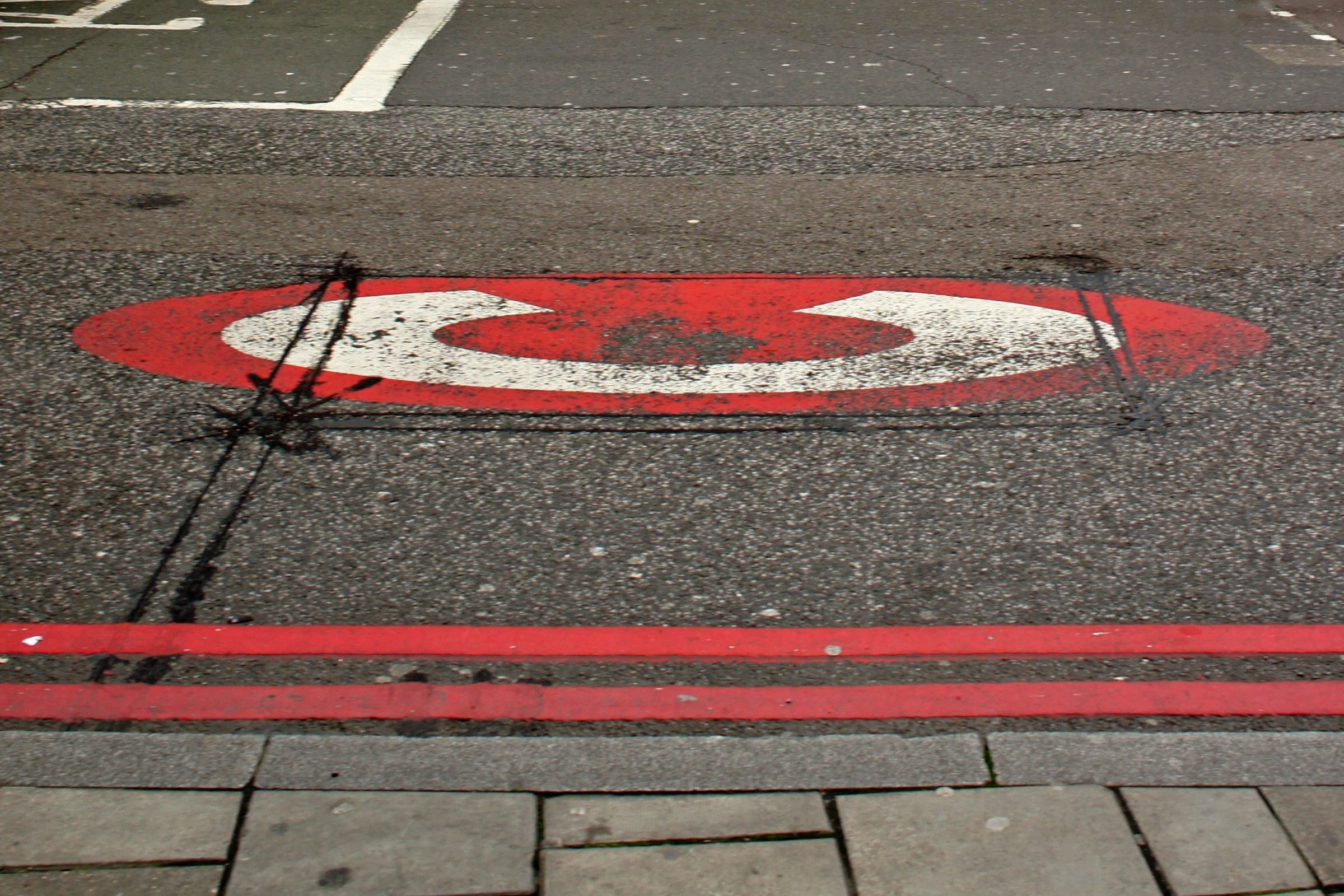
Aanduiding op wegdek dat men het gebied waar de London congestion charge geheven wordt inrijdt

London Streets, tot april 2007 London Street Management, is onderdeel van de overheidsorganisatie Transport for London (TfL) in Londen, Engeland. London Streets voert het beheer over het 'Transport for London Road Network' (TLRN), een netwerk van in totaal 580 kilometer wegen waaronder de voornaamste doorgaande routes in Londen. Deze wegen staan bekend als de 'Red Routes' omdat ze zijn aangegeven met rode wegmarkering en bewegwijzering.
London Streets is ook verantwoordelijk voor de inning van de London congestion charge, een heffing die automobilisten die in het centrum van Londen willen rijden dienen te betalen. Tevens beheert het systemen voor cameratoezicht langs de openbare weg, verkeerslichten en flitspalen. De organisatie zorgt er in het kader van de 'New Roads and Street Act' voor dat overtredingen vervolgd worden.
Het beheer van de andere wegen en straten in Groot-Londen valt niet onder London Streets. De autosnelwegen vallen onder de verantwoordelijkheid van Highways England, terwijl het beheer van de overige straten de verantwoordelijkheid is van de Boroughs. London Streets biedt wel diensten aan als 'Streetscape Guidance', ontwerp- en beheerstandaards die andere overheden kunnen gebruiken om wegen veiliger en efficiënter te maken.